# Арийски нации
 Тази статия е за неонацистката организация.  За индоевропейските народи вижте арии.  
„Арийски нации“ (на английски: Aryan Nations) е бяла националистическа неонацистка организация, основана през 1970 година от Ричард Бътлър, създадена около групата „Християнска идентичност“. ФБР определя организацията като „терористична заплаха“.

## История
Идеологията на организацията се формира в учението на Уесли Суифт, той комбинира краен антисемитизъм и политическа агресивност. Уесли Суифт основава собствена църква в Калифорния в средата на 1940 година и ежедневно радио в Калифорния през 1950 – 60 година. През 1957 година името на неговата църква се променя на „Църквата на Исус Христос-християнин“, който се използва днес от църквите на арийските нации. В периода между 1970 – 2001 година седалището на Арийските нации се простира на 81 000 м2, северно от град Хейдън Лейк, щата Айдахо. Неонацисткия лидер Август Крейс е амбициран за създаването на съюз между белите сепаратисти и Ал-Каида, при взаимната им омраза към американското правителство и евреите. От 2005 година насам седалището на организацията е в град Лексингтън, щата Южна Каролина.